# Grondboek van Waldemar

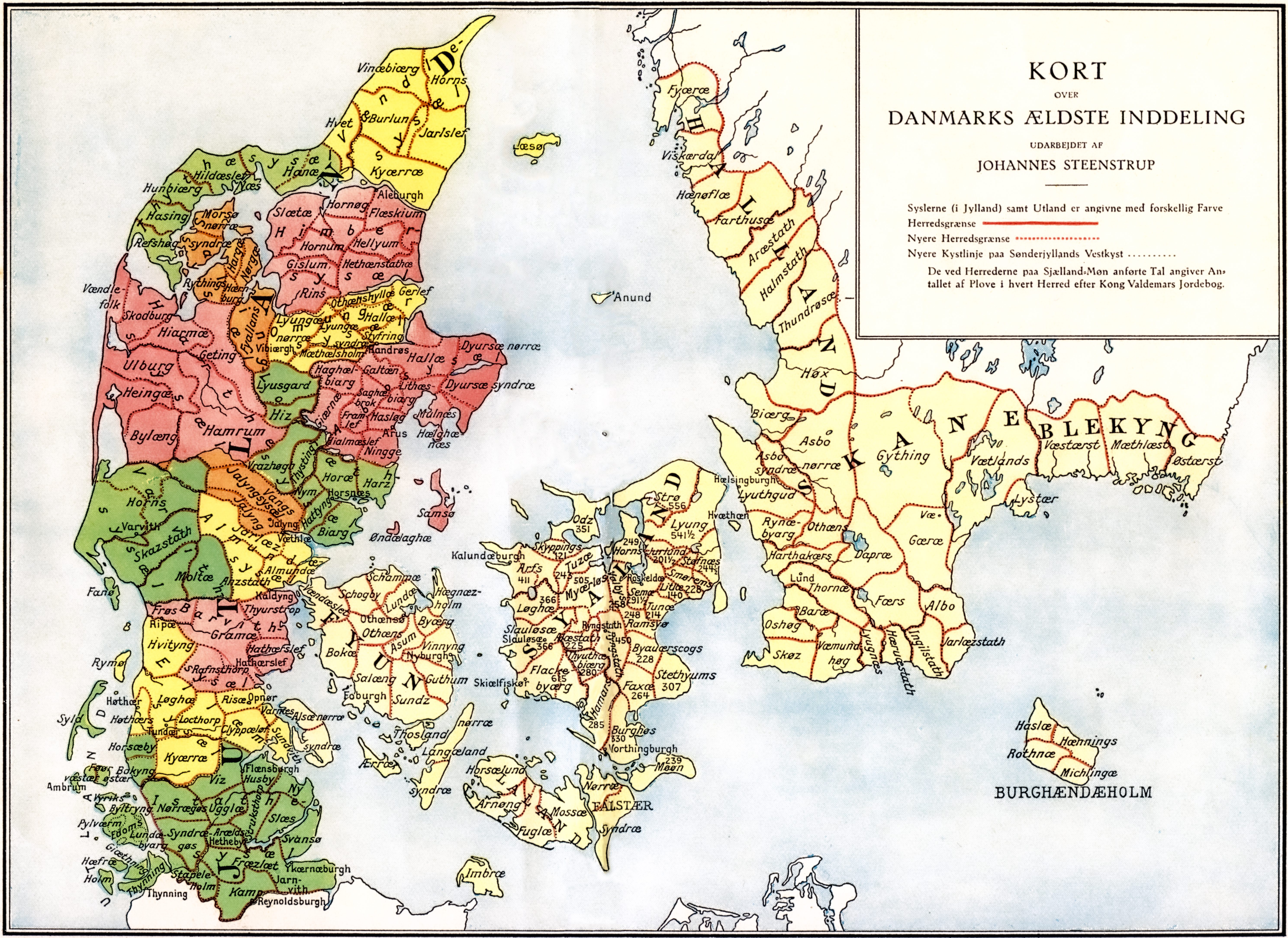
de bestuurlijke indeling van Denemarken ca in de tijd van Waldemar

Het Grondboek van Waldemar (Latijn:Liber Census Daniæ, Deens:Kong Valdemars Jordbog), was een beschrijving van de bezittingen en inkomsten van de Deense koning, opgetekend in 1231, tijdens het bewind van Waldemar II. Het boek is geschreven in het Latijn.
Voor zeer veel plaatsen in het huidige Denemarken, maar ook in Sleeswijk-Holstein in Duitsland, de Zweedse landschappen Skåne, Halland en Blekinge en in Estland geeft het boek de oudste vermelding. Het origineel van het werk dat uit meerdere handschriften in  meerdere banden bestaat wordt bewaard in het Deense Staatsarchief in Kopenhagen.